# 井上元続
井上 元続（いのうえ もとつぐ）は、戦国時代の武将。毛利氏の家臣。

## 生涯
詳しい系譜は不明だが、安芸井上氏に生まれる。
享禄5年（1532年）7月13日付の毛利氏家臣団32名が互いの利害調整を毛利元就に要請した連署起請文では17番目に「井上木工助元続」と署名している。
天文13年（1544年）3月16日付けで毛利元就と毛利隆元が連署して芥河左衛門大夫に宛てた書状の使者を務める。
没年は不明。